# 休斯街車站
休斯街車站（英語：Hewes Street station）是美國紐約地鐵BMT牙買加線的一個慢車地鐵站，位於布魯克林休斯街及百老匯交界，設有J線（任何時候停站）、M線（任何時候停站（深夜除外））、Z線（僅繁忙時段的尖峰方向停站）列車服務。

## 車站結構
| P 月台層 | 側式月台 | 側式月台                                                                     |
| P 月台層 | 西行慢車 | ← 往寬街 (馬爾西大道) ← 平日往森林小丘-71大道，週末往埃塞克斯街 (馬爾西大道) |
| P 月台層 | 尖峰快車 | ← 平日早上不停靠 ← 平日黃昏不停靠 →                                          |
| P 月台層 | 東行慢車 | → 往牙買加中心-帕森斯／射手 (羅里默街) → → 往中村-大都會大道 (羅里默街) →    |
| P 月台層 | 側式月台 |                                                                              |
| M        | 夾層     | 閘機、車站詢問處、Metrocard自動售票機                                        |
| G        | 街道層   | 出入口                                                                       |

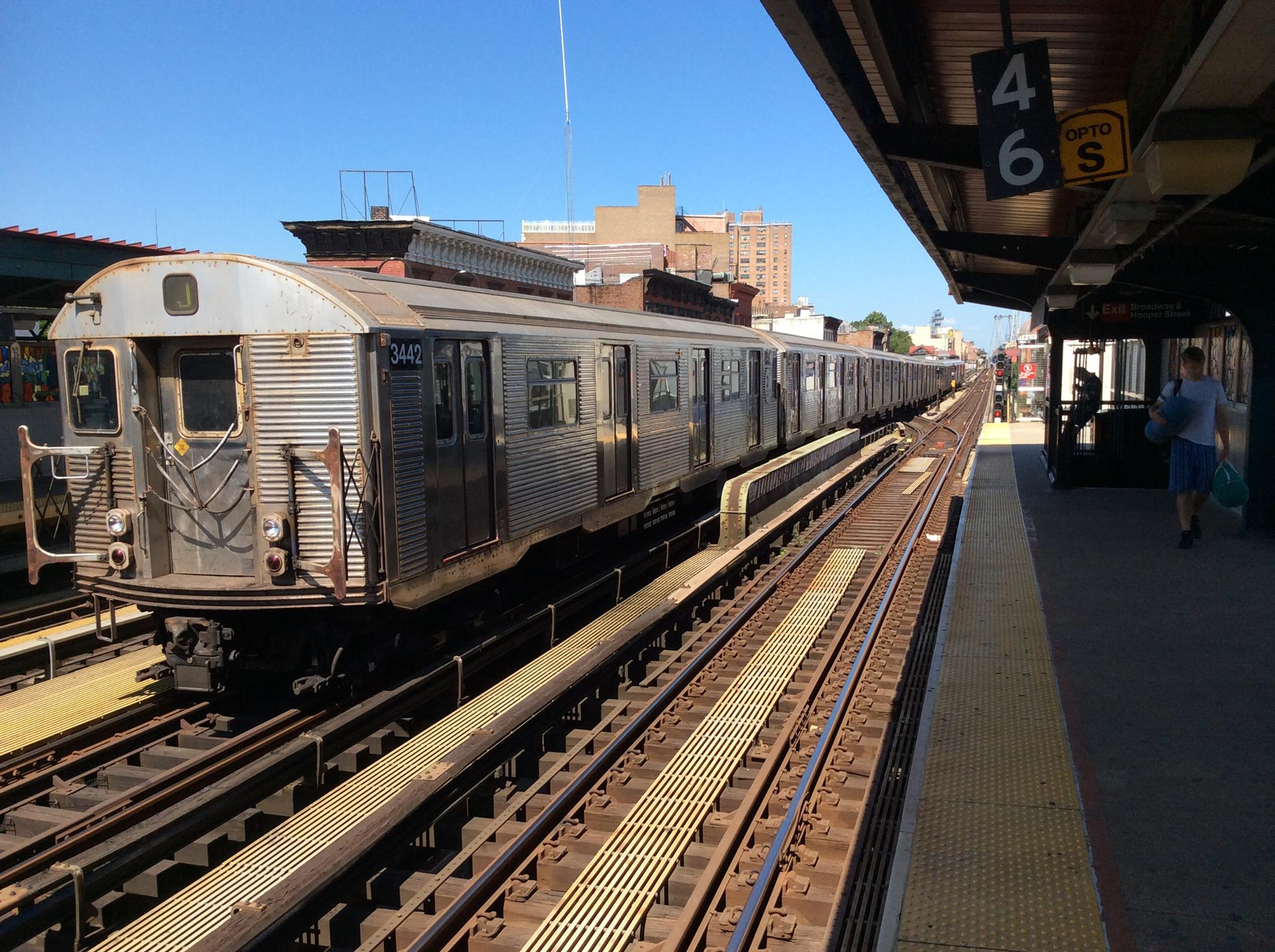
往曼哈頓方向的紐約地鐵R32型列車J線列車通過此站

此高架車站建於街道以上四層，1888年6月25日啟用，設有兩個側式月台和三條軌道。

## 圖片

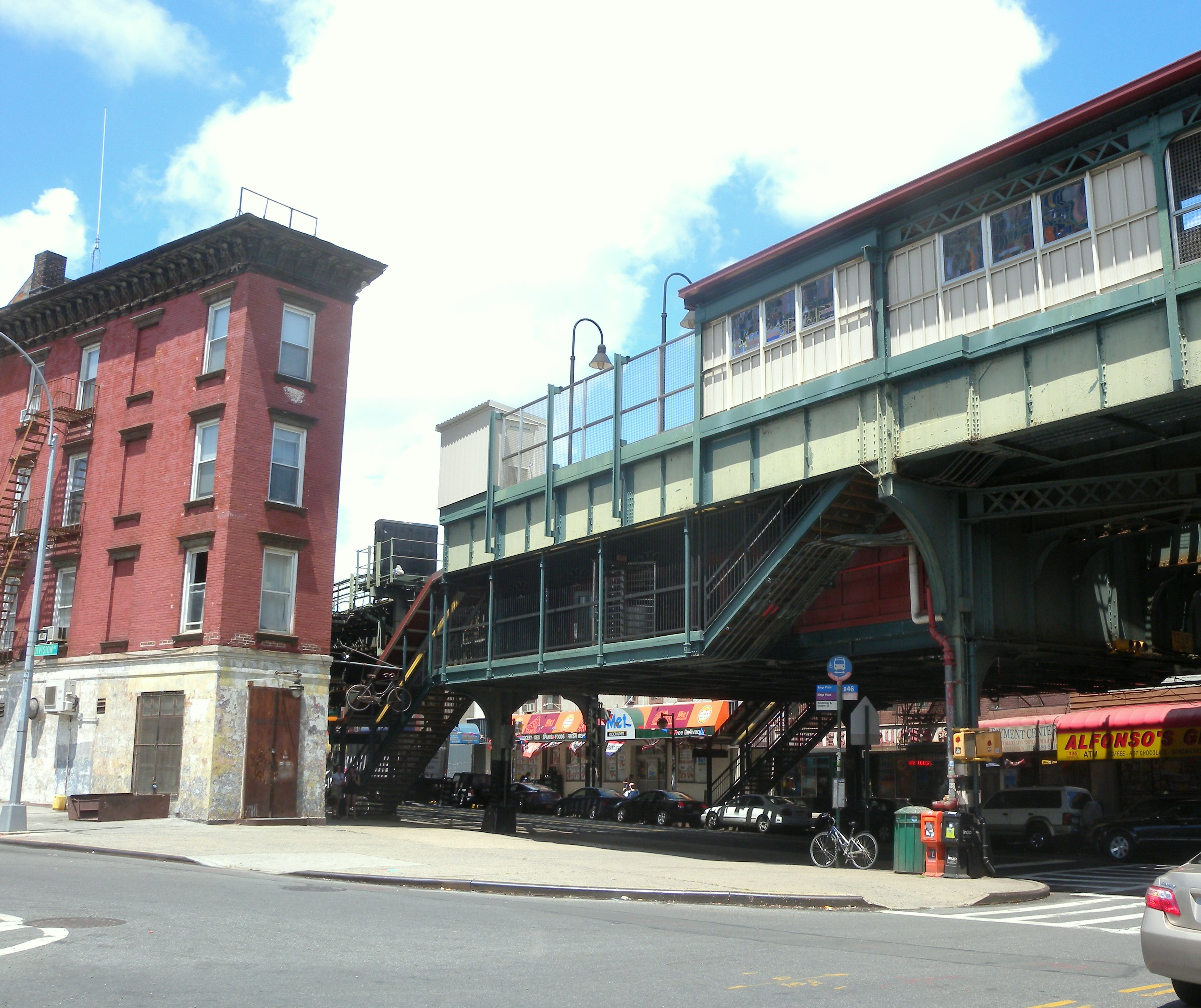
胡柏街車站屋
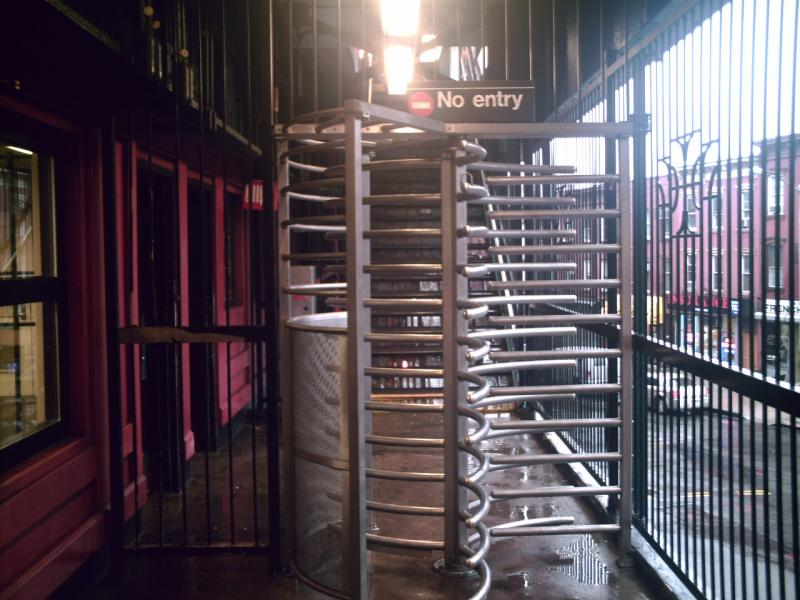
只供出閘機
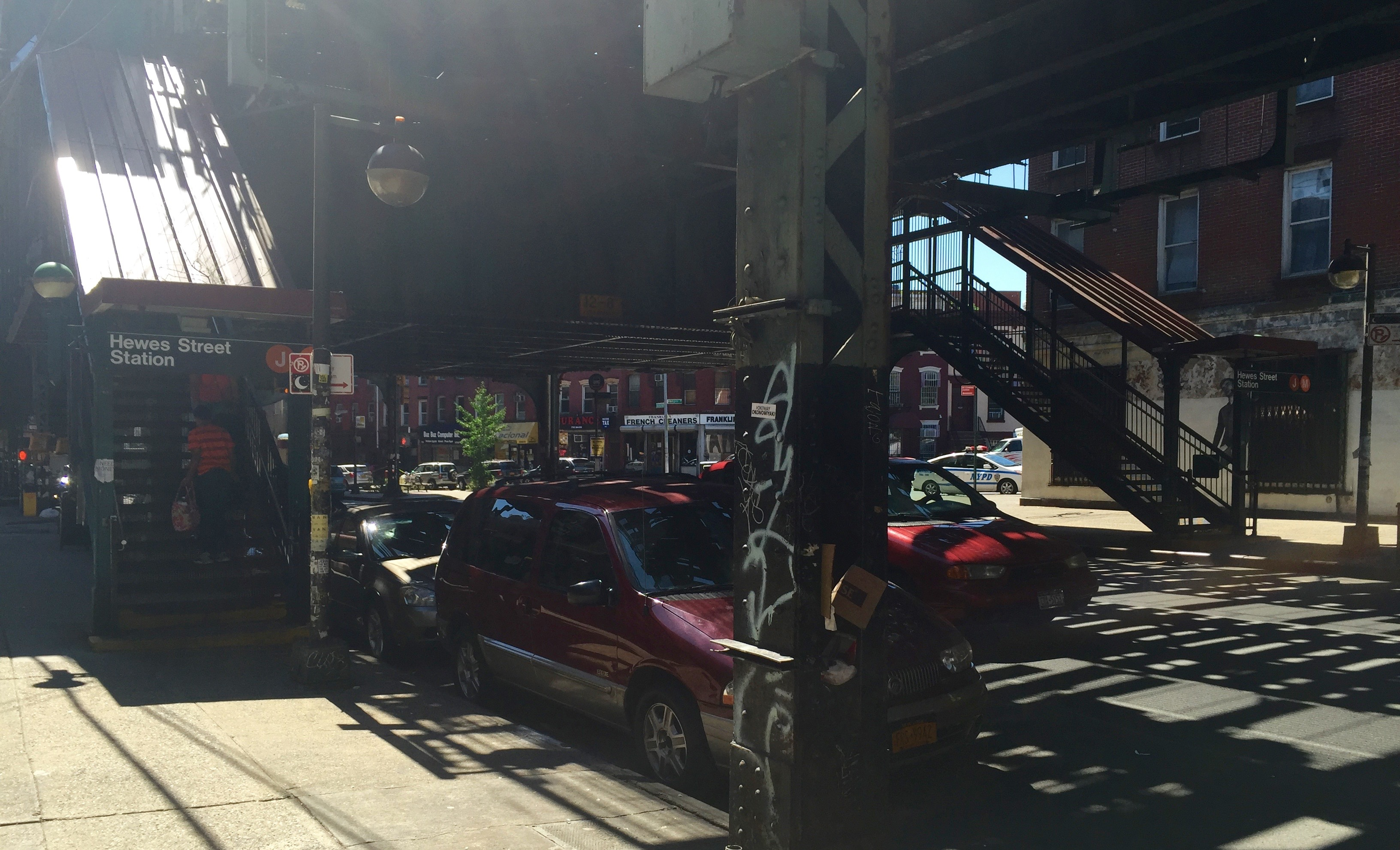
胡柏街入口
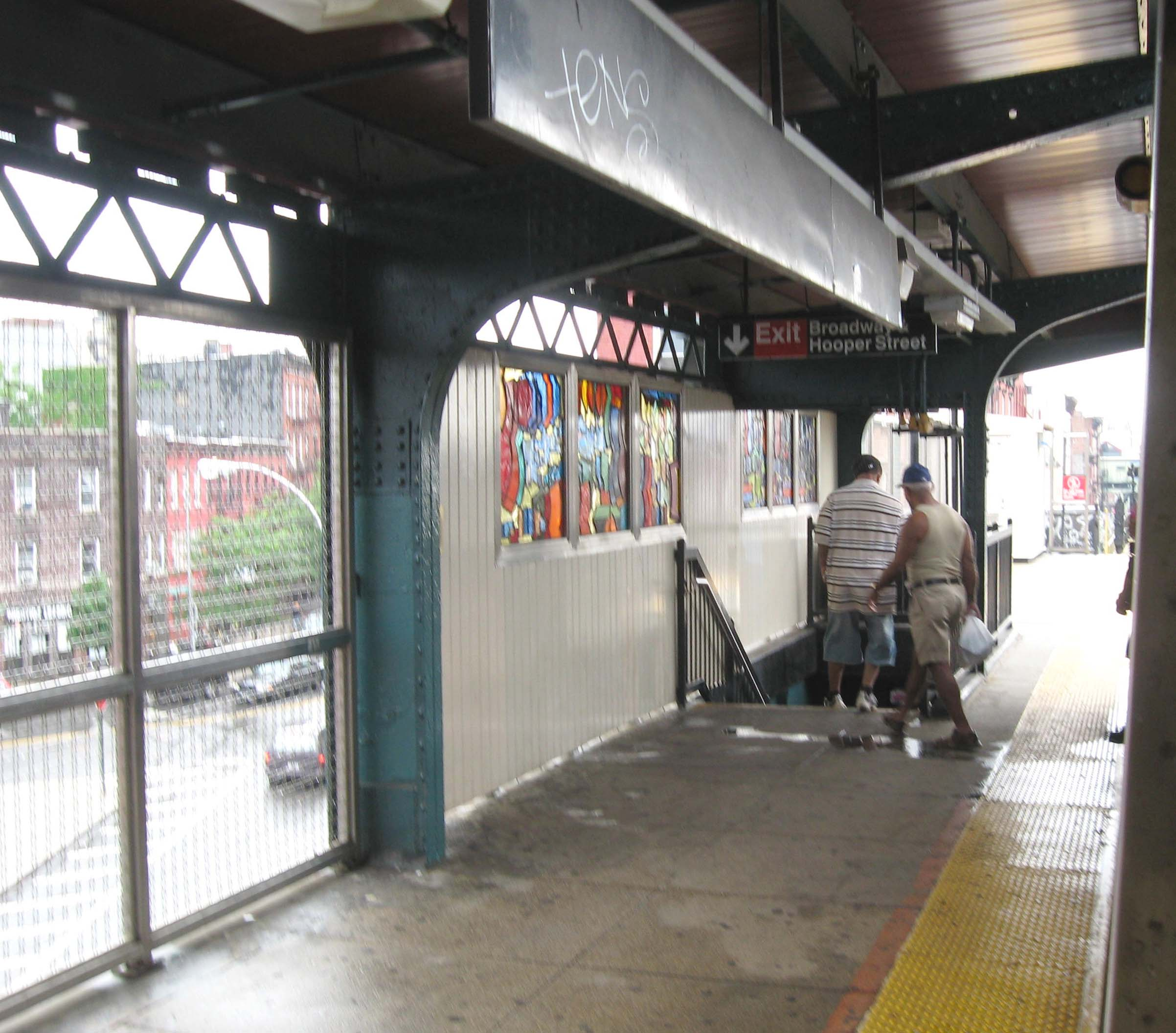
月台樓梯

## 外部連結
- nycsubway.org—BMT Jamaica Line: Hewes Street
- Station Reporter — J Train
- Station Reporter — M Train
- The Subway Nut — Hewes Street Pictures （页面存档备份，存于）
- MTA's Arts For Transit — Hewes Street (BMT Jamaica Line)
- Hooper Street entrance from Google Maps Street View （页面存档备份，存于）
- Platforms from Google Maps Street View